# Бонерс Лејк (Висконсин)
Бонерс Лејк (енгл. Bohners Lake) насељено је место без административног статуса у америчкој савезној држави Висконсин.

## Демографија
По попису из 2010. године број становника је 2.444, што је 492 (25,2%) становника више него 2000. године.
| Група             | 2000.         | 2010.         |
| Белци             | 1.898 (97,2%) | 2.316 (94,8%) |
| Афроамериканци    | 0 (0,0%)      | 8 (0,3%)      |
| Азијати           | 2 (0,1%)      | 7 (0,3%)      |
| Хиспаноамериканци | 38 (1,9%)     | 95 (3,9%)     |
| Укупно            | 1.952         | 2.444         |